# Olavi Ahonen
Pour les articles homonymes, voir Ahonen.
Olavi Ahonen, né le 31 janvier 1941, à Tampere, en Finlande et décédé le 16 avril 1995, est un ancien joueur finlandais de basket-ball.

## Palmarès
- Coupe de Finlande 1969